# زورایر میرزایان
زورایر یوسفی میرزایان (میرزایانس) (ارمنی: Զորայր Հովսեփի Միրզայան زاده ۱۹۱۶ - درگذشته ۱۳ ژوئیهٔ ۱۹۶۴) نویسنده، شاعر و مترجم ارمنی‌تبار اهل ایران بود.

## زندگی‌نامه
در سال ۱۹۱۶ میلادی (۱۲۹۵ خورشیدی) در تهران متولد شد و تحصیلاتش را در کالج آمریکایی تهران گذراند. وی از اعضای فعال انجمن ادبی ارمنی‌های ایران به نام «نور اج» (ارمنی: Նոր էջ) برگ نو بود.
میرزایان آثاری از شاعران و نویسندگان از جمله از فیودور داستایفسکی، مارک توین، رابیندرانات تاگور، حافظ، عمر خیام و فردوسی را به زبان ارمنی ترجمه کرده است. مجموعه شعر میرزایان با عنوان «پیاده‌روهای خیس» در سال ۱۹۵۷ در تهران منتشر شد.
بسیاری دیگر از شعرهای این شاعر در گاهنامه ادبی «برگ نو» به چاپ رسیده است. زورایر میرزایان در ۱۳ ژوئیه ۱۹۶۴ (۱۳۴۳ خورشیدی) در تهران درگذشت.

## نمونه شعر
جانم پیاده‌روئی خیس است
که بر آن، به مشت‌های فراوان،
مه شبانگاهی نورها افشانده ست
کز آن نا آشنایان بسیاری گذشته‌اند
با گام‌های آشفته
با نگاه‌های حریص
چه زن هائی که خسته به انتظار مانده‌اند
قدم‌های آشنای مهمانی دیر کرده را
چه انسان‌های مأیوسی که گذشته‌اند
و جا پاهای گل آلوده‌شان را به یادگار نهاده‌اند
شاد یا که غمگین
برای همه
آئینه یخ زده‌ام
بازتاب خود را دارد
باردائی از نورهای گل آلوده بر شانه
سنگی و سیته
جانم پیاده‌روئی خیس است